# Abadiânia
Abadiânia ist eine Gemeinde (município) im brasilianischen Bundesstaat Goiás. International bekannt ist der Ort durch die Casa de Dom Inácio, ein spirituelles Zentrum des Mediums João de Deus.

## Geographische Lage
Abadiânia liegt ca. 25 km nordöstlich von Anápolis bzw. 110 km südwestlich von Brasília an der Fernstraße BR-060 (Rodovia Governador Henrique Santillo).

## Geschichte
Pioniere aus Minas Gerais und Corumbá de Goiás gründeten zu Beginn des neunzehnten Jahrhunderts die erste Siedlung. Die fruchtbare Erde an den Ufern des Rio Capivari und des Caruru boten ideale Voraussetzungen für Ackerbau und Viehzucht.
Örtliche Chroniken berichten, dass seit 1874 Dona Emerenciana Prozessionen zu Ehren der heiligen Jungfrau D‘Abadia veranstaltete, wodurch sich die Region zu einem lokalen Pilgerzentrum entwickelte.
Am 31. Dezember 1943 wurde die Siedlung offiziell zum Distrikt (distrito) und am 20. Oktober 1953 zur Gemeinde (muncípio) erhoben.

## Wirtschaft
Die Gemeinde Abadiânia erwirtschaftete 2005 ein Bruttoinlandsprodukt von rund R$ 49,5 Millionen (pro Kopf: R$ 3.891). Der Index der menschlichen Entwicklung lag im gleichen Jahr bei 0,723.